# Айгиз
Айги́з (каз. Айқыз) — село у складі Аягозького району Абайської області Казахстану. Адміністративний центр Айгизького сільського округу.
Населення — 1048 осіб (2021; 1500 у 2009, 1925 у 1999, 1728 у 1989).
Національний склад станом на 1989 рік:
- казахи — 100 %